# Morlokowie

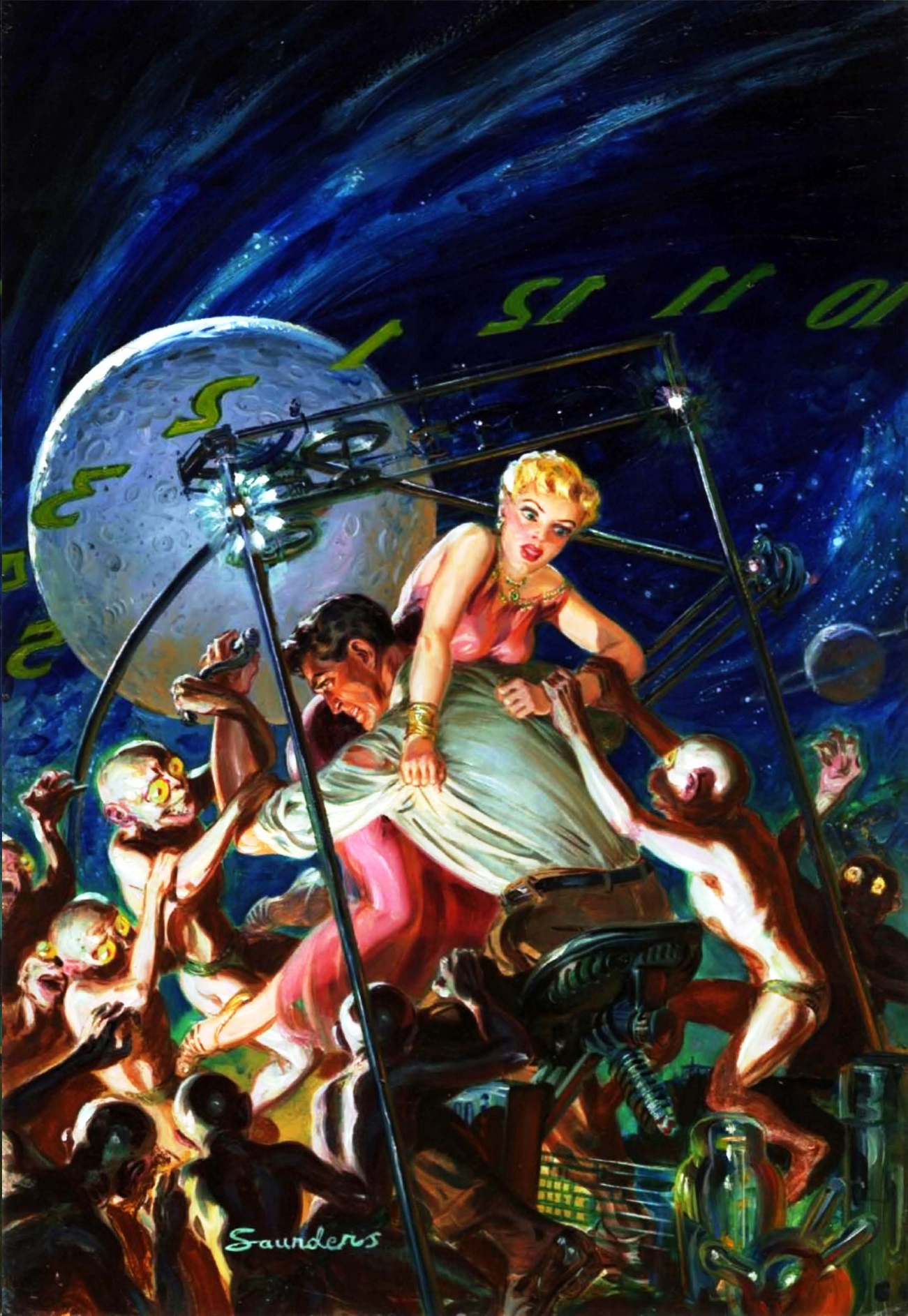
Morlokowie atakują wehikuł czasu - okładka czasopisma Famous Fantastic Mysteries autorstwa Normana Saundersa, sierpień 1950.

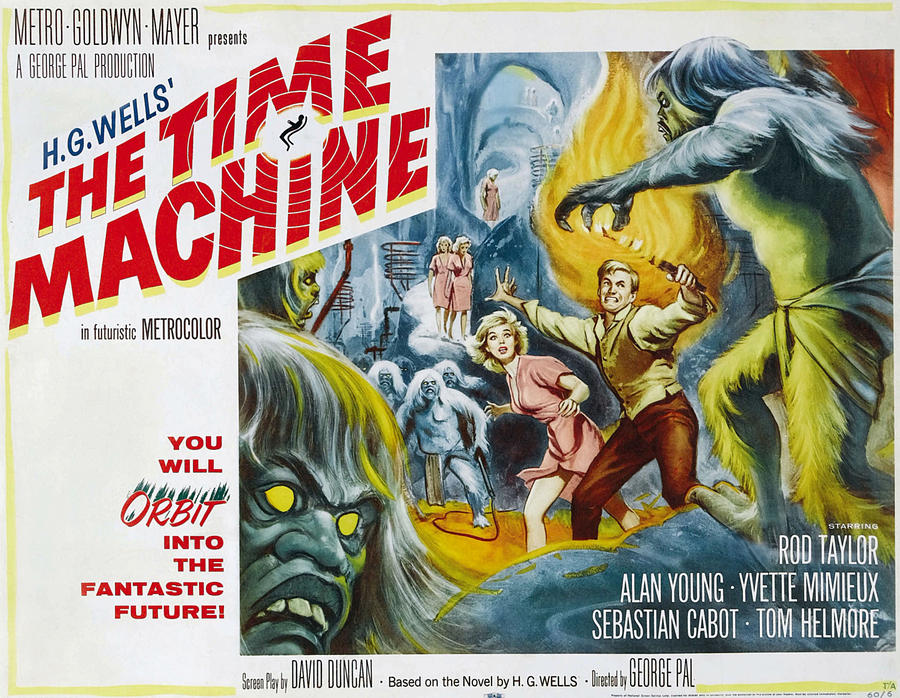
Morlokowie na plakacie do filmu Wehikuł czasu z 1960.

Morlokowie (lp. Morlok) - fikcyjna rasa hominidów, bezwłosych albinosów, zamieszkujących podziemia, stworzona przez Herberta George'a Wellsa na potrzeby książki science-fiction Wehikuł czasu.
Akcja powieści toczy się w odległej przyszłości. Na przestrzeni tysiącleci ludzie podzielili się, powstały różnice tak znaczne, że klasyfikujące ich do dwóch różnych ras. Morlokowie są potomkami tych, którzy postanowili schronić się pod powierzchnią ziemi, wykorzystując zdobycze techniki. Przez stulecia ewoluowali, przystosowując się do warunków życia pod ziemią. Mroki jaskiń sprawiły, że nie mogli powrócić już na powierzchnię. Podporządkowali sobie naziemną rasę nieświadomych Elojów, traktując ich jak hodowlane bydło. Pomimo wysokiej, w porównaniu do Elojów, inteligencji i zaawansowania technicznego przejawiali również oznaki uwstecznienia, takie jak kanibalizm. W ekranizacji książki z 2002 roku nie byli już tak inteligentni, nie potrafili nawet mówić, a ich przywódcą był dziwny twór pół-wampir, pół-człowiek, jako jedyny posiadający zdolność mówienia.
W powieści Statki czasu, kontynuacji "Wehikułu", jest przedstawiona alternatywna historia z inną wersją rozwoju Morloków - zamiast degenerować się w podziemiach, wykorzystując swoją technologię opanowują potęgę Słońca budując wokół niego Sferę. W tej wersji Morlokowie są pokojowo nastawioną rasą naukowców poświęcających się dla lepszego zrozumienia Wszechświata.